# Spy × Family
Spy × Family ist eine Mangaserie von Tatsuya Endō, die seit 2019 in Japan erscheint. Die Shōnen-Serie ist in die Genres Action und Comedy einzuordnen und handelt von einem Spion und seiner ungewöhnlichen, für einen Auftrag geschaffenen Familie. Sie hat in Japan großen kommerziellen Erfolg und wurde in mehrere Sprachen übersetzt.
Eine Anime-Adaption erschien in bisher zwei Staffeln zwischen April 2022 und Dezember 2023. Eine Fortsetzung in einer dritten Staffel wurde für Oktober 2025 angekündigt. Zudem erschien 2023 ein Kinofilm mit dem Titel Spy × Family Code: White.

## Inhalt
Als bester Spion seines Landes Westalis wird Agent Twilight mit einem besonders schwierigen Auftrag betraut: Nachdem im Nachbarland Ostania ein hoher Diplomat aus Westalis getötet wurde, soll er den Chef der dortigen Einheitspartei Donovan Desmond auskundschaften. Doch der zeigt sich in der Öffentlichkeit nur in der Eliteschule seines jungen Sohnes. Twilight plant deshalb, durch ein unter seiner Kontrolle stehendes Kind Kontakt zu Desmonds Sohn und somit zu Donovan selber herzustellen und halten zu können. Dafür adoptiert er unter dem Decknamen Loid Forger das Waisenmädchen Anya. Diese scheint ihm sehr intelligent dafür zu sein, leicht die Aufnahmeprüfung für die Eliteschule bestehen und den Alltag dort meistern zu können. Sie hat jedoch, ohne dass Twilight davon weiß, seltene telepathische Fähigkeiten. Daher kann die sonst naive und weniger intelligente Anya seine Gedanken lesen, erfährt so seine Geheimnisse und kann die passenden Antworten für den Test sowie andere knifflige Situationen geben.
Um für die Täuschung gegenüber der Schule eine vollständige und intakte Familie zu schaffen, heiratet Loid zusätzlich die Stadtangestellte Yor. Die hat seinen Antrag nur zu gern angenommen, denn in Wirklichkeit ist sie eine Auftragsmörderin, die in einer solchen Familie eine dringend gesuchte eigene Tarnung erhält. Während Anya durch ihre Fähigkeit alles mitbekommt, was in der Familie vorgeht, wissen die beiden Erwachsenen gegenseitig nichts von der geheimen Identität des anderen sowie von Anyas Fähigkeiten, die sie wiederum manchmal mehr schlecht als recht zu verbergen versucht und dafür einsetzt, ihre neue Familie beisammenzuhalten, sodass sie nicht mehr in ein Waisenhaus zurück muss.
Schließlich wünscht sich Anya noch einen Hund. Dieser Hund wird nach ihrer Lieblingsserie im Fernsehen, „Spy Bond“, auf den Namen „Bond“ getauft und hat wie Anya selbst eine mysteriöse Fähigkeit. Die Spionage-Kollegin Fiona Frost tritt ebenfalls auf. Anya macht sich bei ihr Sorgen, dass diese die liebgewonnene Yor aus der Familie verdrängt, da Fiona Gefühle für Twilight besitzt. Zudem muss Loid darauf Acht geben, seine Identität nicht u. a. dem gegnerischen Geheimdienst Preis zu geben, dessen erfolgreicher Agent sich ausgerechnet als Yors Bruder heraus stellt.

## Veröffentlichung
Der Manga erscheint seit März 2019 im Online-Magazin Shōnen Jump+ vom Verlag Shūeisha. Dieser bringt den Manga seit Juli 2019 auch in Sammelbänden heraus, von denen bisher 15 erschienen sind (Stand: März 2025).
Eine deutsche Ausgabe wird seit Oktober 2020 von Kazé Deutschland bzw. Crunchyroll veröffentlicht, in einer Übersetzung von Lasse Christian Christiansen. Bisher sind 13 Bände erhältlich (Stand April 2025). Im Juli 2024 veröffentlichte der Verlag ein Einsteigerset, bestehend aus den ersten beiden Bänden.
International erscheint die Reihe über die Plattform Manga Plus, auf der seit Juni 2024 auch eine deutsche Übersetzung angeboten wird. Viz Media bringt eine englische Fassung heraus, die spanische erscheint bei Editorial Ivréa und Planet Manga bringt eine italienische Fassung heraus.
| Band | Japanisch        | Japanisch              | Deutsch          | Deutsch                |
| Band | Veröffentlichung | ISBN                   | Veröffentlichung | ISBN                   |
| ---- | ---------------- | ---------------------- | ---------------- | ---------------------- |
| 01   | 4. Juli 2019     | ISBN 978-4-08-882011-8 | 1. Okt. 2020     | ISBN 978-2-88951-350-5 |
| 02   | 4. Okt. 2019     | ISBN 978-4-08-882120-7 | 3. Dez. 2020     | ISBN 978-2-88951-351-2 |
| 03   | 4. Jan. 2020     | ISBN 978-4-08-882183-2 | 4. Feb. 2021     | ISBN 978-2-88951-352-9 |
| 04   | 13. Mai 2020     | ISBN 978-4-08-882229-7 | 1. Apr. 2021     | ISBN 978-2-88951-353-6 |
| 05   | 4. Sep. 2020     | ISBN 978-4-08-882463-5 | 3. Juni 2021     | ISBN 978-2-88951-354-3 |
| 06   | 28. Dez. 2020    | ISBN 978-4-08-882545-8 | 5. Aug. 2021     | ISBN 978-2-88951-355-0 |
| 07   | 4. Juni 2021     | ISBN 978-4-08-882669-1 | 2. Dez. 2021     | ISBN 978-2-88951-356-7 |
| 08   | 4. Nov. 2021     | ISBN 978-4-08-882843-5 | 7. Apr. 2022     | ISBN 978-2-88951-357-4 |
| 09   | 4. Apr. 2022     | ISBN 978-4-08-883076-6 | 6. Okt. 2022     | ISBN 978-2-88951-358-1 |
| 10   | 4. Okt. 2022     | ISBN 978-4-08-883127-5 | 6. Okt. 2023     | ISBN 978-2-88951-359-8 |
| 11   | 4. Apr. 2023     | ISBN 978-4-08-883313-2 | 5. Apr. 2024     | ISBN 978-2-8324-7010-7 |
| 12   | 4. Okt. 2023     | ISBN 978-4-08-883675-1 | 4. Okt. 2024     | ISBN 978-2-8324-7011-4 |
| 13   | 4. März 2024     | ISBN 978-4-08-883839-7 | 4. Apr. 2025     | ISBN 978-2-8324-7012-1 |
| 14   | 24. Sep. 2024    | ISBN 978-4-08-884154-0 |                  |                        |
| 15   | 4. März 2025     | ISBN 978-4-08-884337-7 |                  |                        |

## Anime-Adaption
Eine Anime-Adaption von Wit Studio und CloverWorks lief in einer zweigeteilten ersten Staffel vom 9. April bis 25. Juni 2022 sowie vom 1. Oktober bis 24. Dezember 2022 im japanischen Fernsehen. Die 25 Folgen umfassende Staffel ist international bei Crunchyroll verfügbar. Regie führte Kazuhiro Furuhashi, die Musik stammt von Makoto Miyazaki und Shūhei Mutsuki und das Charakterdesign von Kazuaki Shimada. Die erste Staffel wurde von Dezember 2023 bis Januar 2024 im Free-TV auf ProSieben Maxx gezeigt.
Eine 12 Folgen umfassende zweite Staffel wurde vom 7. Oktober bis 23. Dezember 2023 im japanischen Fernsehen gezeigt.
Am 22. Dezember 2023 starte in den japanischen Kinos eine Umsetzung als Film mit dem Titel Spy × Family Code: White.
Im Juni 2024 wurde eine dritte Staffel angekündigt, die im Oktober 2025 starten soll.

### Synchronisation
Die deutsche Synchronisation entsteht unter der Dialogregie von Jermain Meyer, bei der TNT Media GmbH in Berlin. Die Dialogbücher schreibt Nicole Hise.
| Rolle           | Japanischer Sprecher (Seiyū) | Deutsche Sprecher |
| Hauptcharakter  | Hauptcharakter               | Hauptcharakter    |
| --------------- | ---------------------------- | ----------------- |
| Anya Forger     | Atsumi Tanezaki              | Lana Finn Marti   |
| Loid Forger     | Takuya Eguchi                | Tim Knauer        |
| Yor Forger      | Saori Hayami                 | Daniela Molina    |
| Nebencharakter  |                              |                   |
| Franky Franklin | Hiroyuki Yoshino             | Dirk Petrick      |
| Sylvia Sherwood | Yuuko Kaida                  | Antje von der Ahe |
| Damian Desmond  | Natsumi Fujiwara             | Melinda Rachfahl  |
| Becky Blackbell | Emiri Katō                   | Léa Mariage       |
| Henry Henderson | Kazuhiro Yamaji              | Erich Räuker      |
| Yuri Briar      | Kenshō Ono                   | Vincent Borko     |

### Episodenliste

#### Staffel 1
| Nr. (ges.) | Nr. (St.) | Deutscher Titel                                                                      | Originaltitel                                                                                   | Erstausstrahlung Japan | Deutschsprachige Erstausstrahlung (D) |
| ---------- | --------- | ------------------------------------------------------------------------------------ | ----------------------------------------------------------------------------------------------- | ---------------------- | ------------------------------------- |
| 1          | 1         | Operation Strix                                                                      | オペレーション梟 Operēshon <Sutorikusu>                                                         | 9. Apr. 2022           | 9. Apr. 2022                          |
| 2          | 2         | Eine Frau muss her                                                                   | 妻役を確保せよ Tsuma-yaku o Kakuho Seyo                                                         | 16. Apr. 2022          | 16. Apr. 2022                         |
| 3          | 3         | Der große Prüfungsplan                                                               | 受験対策をせよ Juken Taisaku o Seyo                                                             | 23. Apr. 2022          | 23. Apr. 2022                         |
| 4          | 4         | Elterngespräch an der Eliteschule                                                    | 名門校面接試験 Meimonkō Mensetsu Shiken                                                         | 30. Apr. 2022          | 30. Apr. 2022                         |
| 5          | 5         | Bestanden oder durchgefallen?                                                        | 合否の行方 Gōhi no Yukue                                                                        | 7. Mai 2022            | 7. Mai 2022                           |
| 6          | 6         | Der Gute-Freunde-Plan                                                                | ナカヨシ作戦 Nakayoshi Sakusen                                                                  | 14. Mai 2022           | 14. Mai 2022                          |
| 7          | 7         | Der Sohn der Zielperson                                                              | 標的の次男 Tāgetto no Jinan                                                                     | 21. Mai 2022           | 21. Mai 2022                          |
| 8          | 8         | Der Anti-Geheimpolizei-Verhüllungsplan                                               | 対秘密警察偽装作戦 Taihimitsu Keisatsu Gisō Sakusen                                             | 28. Mai 2022           | 28. Mai 2022                          |
| 9          | 9         | Die Turtelltäubchen-Tarnung                                                          | ラブラブを見せつけよ Rabu Rabu o Misetsukeyo                                                    | 4. Juni 2022           | 4. Juni 2022                          |
| 10         | 10        | Der große Völkerball-Plan                                                            | ドッジボール大作戦 Dojjibōru                                                                    | 11. Juni 2022          | 11. Juni 2022                         |
| 11         | 11        | Stella                                                                               | 星 <Sutera>                                                                                     | 18. Juni 2022          | 18. Juni 2022                         |
| 12         | 12        | Penguin Park                                                                         | ペンギンパーク Pengin Pāku                                                                      | 25. Juni 2022          | 25. Juni 2022                         |
| 13         | 13        | Project Apple                                                                        | プロジェクト〈アップル〉 Purojekuto <Appuru>                                                    | 1. Okt. 2022           | 1. Okt. 2022                          |
| 14         | 14        | Entschärft die Zeitbombe                                                             | 時限爆弾を解除せよ Jigen Bakudan o Kaijo Seyo                                                   | 8. Okt. 2022           | 8. Okt. 2022                          |
| 15         | 15        | Ein neues Familienmitglied                                                           | 新しい家族 Atarashii Kazoku                                                                     | 15. Okt. 2022          | 15. Okt. 2022                         |
| 16         | 16        | Yors Küche / Der große Liebesplan des Informanten                                    | ヨル's キッチン, 情報屋の恋愛大作戦 Yoruzu Kitchin, Jōhō-ya no Ren'ai Dai Sakusen               | 22. Okt. 2022          | 22. Okt. 2022                         |
| 17         | 17        | Mission Greifer / Full Metal Lady / Reisomelette                                     | 鋼鉄の淑女〉, オムライス♡ <Furumetaru Redi>, Omuraisu♡                                          | 29. Okt. 2022          | 29. Okt. 2022                         |
| 18         | 18        | Der Hauslehrer-Onkel / Daybreak                                                      | 家庭教師の叔父, 〈東雲〉 家庭教師の叔父, <Shinonome>                                            | 5. Nov. 2022           | 5. Nov. 2022                          |
| 19         | 19        | Rache an den Desmonds / Mama wird zum Wind                                           | デズモンドへの復讐計画, 母、風になる Dezumondo e no Fukushū Keikaku, Haha, Kaze ni Naru         | 12. Nov. 2022          | 12. Nov. 2022                         |
| 20         | 20        | Die Untersuchung des Allgemeinen Krankenhauses / Die Entschlüsselung des Geheimcodes | 総合病院を調査せよ, 難解な暗号を解読せよ Sōgō Byōin o Chōsa Seyo, Nankai na Angō o Kaidoku Seyo | 19. Nov. 2022          | 19. Nov. 2022                         |
| 21         | 21        | Nightfall / Das erste Eifersuchtserlebnis                                            | 〈夜帷〉, はじめての嫉妬 <Tobari>, Hajimete no Shitto                                           | 26. Nov. 2022          | 26. Nov. 2022                         |
| 22         | 22        | Das Untergrund-Tennisturnier Campbelldon                                             | 地下テニス大会 キャンベルドン Chika Tenisu Taikai Kyanberudon                                   | 3. Dez. 2022           | 3. Dez. 2022                          |
| 23         | 23        | Unerschütterlich vorwärts                                                            | 揺るがぬ軌道 Yuruganu Kidō                                                                      | 10. Dez. 2022          | 10. Dez. 2022                         |
| 24         | 24        | Mutter und Ehefrau / Shopping mit Freunden                                           | 母役と妻役, ともだちとかいもの Haha-yaku to Tsuma-yaku, Tomodachi to Kaimono                    | 17. Dez. 2022          | 17. Dez. 2022                         |
| 25         | 25        | Der erste Kontakt                                                                    | 接敵作戦 Fāsuto Kontakuto                                                                       | 24. Dez. 2022          | 24. Dez. 2022                         |

#### Staffel 2
| Nr. (ges.) | Nr. (St.) | Deutscher Titel                                               | Originaltitel | Erstausstrahlung Japan | Deutschsprachige Erstausstrahlung (D) |
| ---------- | --------- | ------------------------------------------------------------- | --- | ---------------------- | ------------------------------------- |
| 26         | 1         | Beschatten wie Papa und Mama                                  | ちちとははをびこうせよ Chichi to Haha o Bikō Seyo                                                                 | 7. Okt. 2023           | 7. Okt. 2023                          |
| 27         | 2         | Bonds Überlebensstrategie / Damians Exkursion                 | ボンドの生存戦略, ダミアンの野外学習 Bondo no Seizon Senryaku, Damian no Yagai Gakushū                            | 14. Okt. 2023          | 14. Okt. 2023                         |
| 28         | 3         | Pflicht und Familie / Der große Bondman / Kinderherz/Erwachen | 任務と家族, 華麗なるボンドマン, 子ども心／目覚まし Ninmu to Kazoku, Kareinaru Bondoman, Kodomo Kokoro / Mezamashi | 21. Okt. 2023          | 21. Okt. 2023                         |
| 29         | 4         | Süße Weisheit / Der große Liebesplan des Informanten II       | 知恵の甘味, 情報屋の恋愛大作戦II Chie no Kanmi, Jōhō-ya no Ren'ai Dai Sakusen II                                  | 28. Okt. 2023          | 28. Okt. 2023                         |
| 30         | 5         | Operation Grenzüberschreitung                                 | 越境作戦 Ekkyō Sakusen                                                                                            | 4. Nov. 2023           | 4. Nov. 2023                          |
| 31         | 6         | Panik auf dem Luxuskreuzer                                    | 戦慄の豪華客船 Senritsu no Gōka Kyakusen                                                                          | 11. Nov. 2023          | 11. Nov. 2023                         |
| 32         | 7         | Wem dient diese Mission?                                      | 誰がための任務 Dare ga Tame no Ninmu                                                                              | 18. Nov. 2023          | 18. Nov. 2023                         |
| 33         | 8         | Sinfonie an Bord / Der Kräutertee meiner Schwester            | 船上の交響曲, 姉のハーブティー Senjō no Shinfonī, Ane no Hābutī                                                   | 25. Nov. 2023          | 25. Nov. 2023                         |
| 34         | 9         | Die Hand gen Zukunft                                          | 未来を繋ぐ手 Mirai o Tsunagu Te                                                                                   | 2. Dez. 2023           | 2. Dez. 2023                          |
| 35         | 10        | Spaß auf der Urlaubsinsel / Die Prahlerei danach              | リゾートを満喫せよ, 休暇自慢 Rizōto o Mankitsu Seyo, Kyūka Jiman                                                  | 9. Dez. 2023           | 9. Dez. 2023                          |
| 36         | 11        | Verliebt in Berlint / Nightfalls Alltag                       | バーリント・ラブ, 〈夜帷〉の日常 Bārinto Rabu, <Tobari> no Nichijō                                                | 16. Dez. 2023          | 16. Dez. 2023                         |
| 37         | 12        | Ein Teil der Familie                                          | 家族の一員 Kazoku no Ichiin                                                                                       | 23. Dez. 2023          | 23. Dez. 2023                         |

## Rezeption
In Japan ist der Manga ein großer Verkaufserfolg. Mit einer Startauflage von 400.000 (Band 3) gehört der Titel zu den auflagenstärksten seines Verlags. Im Januar 2020 wurde der Manga für die Auszeichnung Manga Taisho nominiert, konnte sie aber nicht gewinnen. Im Februar folgte eine ebenso erfolglose Nominierung für den Osamu-Tezuka-Kulturpreis, sowie die Nennung als Nummer 1 auf der Empfehlungsliste der japanischen Buchhändler. Im März folgte dann die Nominierung für den Kōdansha-Manga-Preis und im November 2020 eine Nominierung für die Jugend-Kategorie des Comicfestival in Angoulême.